# 5236 Yoko
5236 Yoko (1990 TG3) là một tiểu hành tinh vành đai chính được phát hiện ngày 10 tháng 10 năm 1990 bởi Mizuno và Furuta ở Kani.